# بسیط (میانه)
بسیط یکی از روستاهای استان آذربایجان شرقی است که در دهستان گرمه شمالی بخش کندوان شهرستان میانه واقع شده‌است.